# Ann Wilson
Ann Wilson (San Diego, 19 juni 1950) is een Amerikaans zangeres.
Samen met haar jongere zus Nancy Wilson vormde zij de band Heart, die bekendstaat als de eerste hardrockformatie geleid door vrouwen.
In de jaren 70 had Wilson een relatie met Heart-manager Michael Fisher – broer van de gitarist van de band, Roger Fisher. In 1979 kwam de relatie ten einde. In 2015 hertrouwde ze.

## Discografie

### Studioalbums
- Hope & Glory (2007)
- Immortal (2018)

- Bibliothèque nationale de France: cb139012169 (data)
- Gemeinsame Normdatei: 134558235
- International Standard Name Identifier: 0000 0000 7839 7109
- Library of Congress Control Number: n91109517
- MusicBrainz: 5d8a6a6f-44ae-4421-865f-470600f4db65
- Nationale Bibliotheek van Tsjechië: ola2002152053
- Nederlandse Thesaurus van Auteursnamen: 070609217
- SNAC: w6nq4fj1
- Virtual International Authority File: 84964518
- WorldCat: E39PBJj8MGFpk6TwpwWggPChHC